# Église Saint-Denis de Cormes
Pour les articles homonymes, voir Église Saint-Denis.
L'église Saint-Denis de Cormes est une église catholique située à Cormes, en France.

## Localisation
L'église est située dans le département français de la Sarthe, dans le bourg de Cormes.

## Architecture
L'édifice est inscrit au titre des monuments historiques depuis le 6 janvier 1926.